# Truth (The Falcon and the Winter Soldier)
"Truth" é o quinto episódio da minissérie da televisão americana The Falcon and the Winter Soldier, baseada na Marvel Comics, com os personagens Sam Wilson / Falcon e Bucky Barnes / Winter Soldier. Ele segue a dupla quando eles voltam para casa depois de lutar com os Flag Smashers, enquanto John Walker enfrenta as consequências de suas ações. O episódio se passa no Universo Cinematográfico Marvel (MCU), dando continuidade aos filmes da franquia. Foi escrito por Dalan Mussan e dirigido por Kari Skogland.
Sebastian Stan e Anthony Mackie reprisam seus respectivos papéis como Bucky Barnes e Sam Wilson da série de filmes, estrelando ao lado de Emily VanCamp, Wyatt Russell como Walker, Erin Kellyman, Julia Louis-Dreyfus, Florence Kasumba, Danny Ramirez, Georges St-Pierre, Adepero Oduye e Daniel Brühl. Skogland se juntou à série em maio de 2019. Louis-Dreyfus é apresentado como Valentina Allegra de Fontaine em uma aparição especial surpresa que já havia sido provocada para o episódio e foi mantida em segredo no set. As filmagens aconteceram no Pinewood Atlanta Studios, com filmagens na área metropolitana de Atlanta e em Praga.
"Truth" foi lançado no Disney+ em 16 de abril de 2021. Os críticos elogiaram o episódio por seu foco em personagens e temas, enquanto a aparência de Louis-Dreyfus também recebeu respostas positivas.

## Enredo
Depois de usar o escudo do Capitão América para matar um dos Esmagadores de Bandeira em público, John Walker foge, mas é perseguido por Sam Wilson e Bucky Barnes. Wilson exige que Walker entregue o escudo, mas ele se recusa. Na luta seguinte, Walker destrói o wingsuit de Wilson, mas Wilson e Barnes tiram o escudo dele, quebrando seu braço no processo. Wilson então deixa seu wingsuit danificado com Joaquin Torres e pede que ele continue procurando os Flag Smashers.
Barnes encontra Helmut Zemo em um memorial em Sokovia e o entrega para as Dora Milaje. Enquanto Ayo o aconselha a não retornar a Wakanda por algum tempo, ele pede a ela que encaminhe um favor ao país. Enquanto isso, Walker recebe uma dispensa diferente de honrosa e é destituído de seu papel como Capitão América. Posteriormente, ele é abordado pela condessa Valentina Allegra de Fontaine, que lhe diz que tomar o soro e matar o Flag Smasher era a coisa certa a fazer e diz que entrará em contato com ele no futuro. Walker mais tarde visita seu falecido parceiro, Lemar Hoskins, família e afirma que o homem que ele matou é aquele que matou Hoskins.
Wilson retorna a Baltimore para visitar Isaiah Bradley, que discute seu passado como um super soldado negro e como ele foi preso após resgatar outros soldados que também haviam feito experiências antes de afirmar que um homem negro nunca teria permissão para se tornar o Capitão América, nem deveria quer. Wilson então volta para casa na Louisiana e ajuda sua irmã Sarah a consertar o barco da família, com a ajuda de vários moradores locais, bem como de Barnes, que entrega uma pasta dos Wakandianos para Wilson. Wilson e Barnes treinam com o escudo e concordam em deixar seu passado e trabalhar juntos.
Enquanto isso, os Flag Smashers planejam um ataque a uma conferência do Global Repatriation Council (GRC) na cidade de Nova York. Eles se juntam a Georges Batroc, que quer matar Wilson e foi libertado da prisão por Sharon Carter . Quando Torres entra em contato com Wilson e lhe diz que os Flag Smashers foram detectados na cidade de Nova York, Wilson decide intervir e abre a pasta.
Em uma cena de meados dos créditos, Walker constrói um novo escudo de sucata e sua Medalha de Honra.

## Produção

### Desenvolvimento
Em outubro de 2018, a Marvel Studios estava desenvolvendo uma série limitada estrelada pelos filmes Sam Wilson / Falcon de Anthony Mackie e Bucky Barnes / Winter Soldier dos filmes Marvel Cinematic Universe (MCU) de Sebastian Stan, que foi oficialmente anunciado como O Falcão e o Soldado Invernal em abril de 2019. Kari Skogland foi contratada para dirigir a minissérie um mês depois. Skogland e o roteirista principal Malcolm Spellman são produtores executivos ao lado de Kevin Feige, Louis D'Esposito, Victoria Alonso, e Nate Moore da Marvel Studios. O quinto episódio, intitulado "Verdade", foi escrito por Dalan Musson. Seu nome vem da história em quadrinhos Truth: Red, White &amp; Black, de Robert Morales e Kyle Baker, que se concentra na história de Isaiah Bradley. "Truth" foi lançado no Disney+ em 16 de abril de 2021.

### Roteiro
Spellman sentiu que o episódio cinco foi o único na série onde "simplesmente fica real", enquanto Moore acrescentou que o episódio ligaria muitos dos vários fios da trama que "talvez parecessem díspares ou não totalmente formados juntos" e "realmente chega a ser o culminação do tema “de legado para a série. A co-produtora executiva Zoie Nagelhout sentiu que Valentina Allegra de Fontaine foi "a personagem perfeita" para entrar na vida de John Walker como uma forma de "complicar o que ele está passando e dar a ele uma luz esquisita quase nefasta no fim do túnel". Ela continuou que, uma vez que Walker é alguém que precisa ter um propósito em sua vida, conhecer De Fontaine o excita e criou uma "catarse" para ele.
Mackie disse que o momento em que Barnes disse que nunca considerou as implicações de um homem negro se tornar o Capitão América foi "o grande ponto de virada" para Wilson, acrescentando que foi "uma experiência catártica" que virou Wilson "completamente de cabeça para baixo e comoveu-o no sentido de aceitar a ideia de ser o Capitão América”.

### Escolha de elenco
O episódio é estrelado por Sebastian Stan como Bucky Barnes, Anthony Mackie como Sam Wilson, Emily VanCamp como Sharon Carter, Wyatt Russell como John Walker, Erin Kellyman como Karli Morgenthau, Julia Louis-Dreyfus como Valentina Allegra de Fontaine, Florence Kasumba como Ayo, Danny Ramirez como Joaquin Torres, Georges St-Pierre como Georges Batroc, Adepero Oduye como Sarah Wilson e Daniel Brühl como Helmut Zemo. Também estão presentes Clé Bennett como Lemar Hoskins / Battlestar, Carl Lumbly como Isaiah Bradley, Desmond Chiam como Dovich, Dani Deetee como Gigi, Indya Bussey como DeeDee, Renes Rivera como Lennox, Tyler Dean Flores como Diego, Chase River McGhee como Cass, Aaron Haynes como AJ, Gabrielle Byndloss como Olivia Walker, Janeshia Adams-Ginyard como Nomble, Zola Williams como Yama, Elijah Richardson como Eli Bradley, Jane Rumbaua como Ayla, Salem Murphy como Lacont e Noah Mills como Nico.
Antes do lançamento do quinto episódio, Spellman brincou que haveria uma grande aparição no episódio e disse que eles seriam um personagem aterrado com uma personalidade forte. Ele acrescentou que não seria um Vingador, enquanto Moore disse especificamente que a participação especial não seria o T'Challa / Pantera Negra de Chadwick Boseman em resposta à especulação dos fãs. Hoai-Tran Bui em / Film relatou que a participação especial não seria um personagem MCU existente e, em vez disso, seria a introdução de um personagem de quadrinhos existente ao MCU, retratado por um ator conhecido. O episódio revela que essa participação especial é Louis-Dreyfus como de Fontaine. Os comentaristas compararam a aparência do personagem a um "mal" e "anti- Nick Fury", com especulações de que ela poderia ser o Power Broker ou outra peça que levasse à construção da equipe Thunderbolts no MCU. Joanna Robinson, da Vanity Fair, relatou que esperava-se que Louis-Dreyfus aparecesse pela primeira vez como de Fontaine em Black Widow (2021) antes que os atrasos da pandemia de COVID-19 adiassem seu lançamento até o lançamento de O Falcão e o Soldado Invernal. Robinson disse que não está claro se Louis-Dreyfus ainda deveria aparecer no filme. Spellman estava olhando para um membro da CIA ou SHIELD para ser aquele a "abraçar [Walker] depois de tudo que ele passou" e colocá-lo em sua nova jornada antes de se estabelecer em De Fontaine; ele não sabia de sua aparição esperada na Viúva Negra, já que ela era a "pessoa certa" para usar na situação.

### Filmagens e efeitos visuais
As filmagens aconteceram no Pinewood Atlanta Studios em Atlanta, Geórgia, com a direção de Skogland,  e PJ Dillon atuando como diretor de fotografia. As filmagens em locações aconteceram na área metropolitana de Atlanta e em Praga. Moore acreditava que "Verdade" foi o episódio mais forte da série do ponto de vista de atuação e cinema. Louis-Dreyfus esteve no set por alguns dias para filmar seu papel, e ela foi descrita como um "segredo ambulante da Marvel com código vermelho" devido ao sigilo em torno de sua aparência. Russell disse que a atriz foi espontânea com sua atuação e descreveu o personagem de Fontaine como "infinitamente interessante porque [Louis-Dreyfus é] infinitamente interessante". Moore acrescentou que Louis-Dreyfus tem uma simpatia natural por ela, que quando ela mostrou "aquelas tendências mais sombrias de seu personagem, é um pouco mais surpreendente e divertido" porque foi inesperado. Os efeitos visuais para o episódio foram criados por Tippett Studio, Trixter, Digital Frontier FX, QPPE, Stereo D, Cantina Creative, Crafty Apes e Rodeo FX.

## Marketing
Em 19 de março de 2021, a Marvel anunciou uma série de cartazes criados por vários artistas para corresponder aos episódios da série. Os pôsteres lançados semanalmente antes de cada episódio, com o quinto pôster revelado em 14 de abril, desenhado pelo designer gráfico Doaly. Após o lançamento do episódio, a Marvel anunciou mercadorias inspiradas no episódio como parte de sua promoção semanal "Marvel Must Haves" para cada episódio da série, incluindo roupas, acessórios e um escudo do Capitão América do Marvel Legends.

## Recepção

### Visualização do público
A Nielsen Media Research, que mede o número de minutos assistidos pelo público dos Estados Unidos em aparelhos de televisão, listou The Falcon e o Soldado de Inverno como a série original mais assistida em serviços de streaming na semana de 12 a 18 de abril de 2021. Entre os cinco primeiros episódios, que estavam disponíveis na época, a série teve 855 milhões de minutos assistidos, o maior total que a série havia alcançado até então.

### Resposta crítica
A agregador de críticas site Rotten Tomatoes reportou uma taxa de aprovação de 100% com uma pontuação média de 8,36 / 10 com base em 28 avaliações. O consenso crítico do site diz: "Com cenas de luta épicas e momentos emocionais em abundância, 'Truth' faz jus ao potencial do programa - enquanto, finalmente, permite que Sam cresça no dele".
Alan Sepinwall, da Rolling Stone sentiu que "Truth" foi facilmente o melhor episódio da série até agora, sentindo que era uma introspecção pesada, mas não se arrastava como os episódios anteriores com esse foco. Ele sentiu que a luta de abertura entre Wilson, Barnes e Walker era inevitável e acertou com mais força do que as sequências de ação anteriores da série devido às suas emoções, e também sentiu que o retorno de Wilson à Louisiana foi mais "vivido e divertido" do que cenas semelhantes na estreia da série, mas ele descreveu a visita de Walker à família de Hoskins como um dos momentos "mais desajeitados" da série. Sepinwall observou que as cenas da Louisiana provavelmente teriam sido cortadas se este fosse um longa-metragem em vez de uma série, e concluiu que, ao configurar Wilson como uma versão do Capitão América em contraste com Walker, a série estava explorando "um território mais complicado do que o MCU geralmente entrou no passado... [e] dando um passo para trás na história por uma semana, 'Truth' foi capaz de cavar e realmente lutar com todas as implicações da escolha que Sam está fazendo". Sulagna Misra no The AV Club deu ao episódio um "A" dizendo que embora a história de Wilson fosse em uma escala menor do que a de Barnes, por ser menor e mais identificável, fez a dupla "discussão franca" sobre o que significa ser uma pessoa negra com o escudo "sente-se merecedora".
Escrevendo para a Entertainment Weekly, o chanceler Agard concordou com Sepinwall que este foi o melhor episódio da série até agora, com Wilson e Barnes "dando alguns passos necessários e aguardados em frente". Agard comparou a luta de abertura do episódio à luta final entre Steve Rogers, Barnes e Tony Stark em Capitão América: Guerra Civil, mas sentiu que a série não estava intencionalmente tentando imitar essa luta, especialmente porque "não foi tão impactante porque nós realmente só nos importamos com dois dos personagens "na luta do episódio. Seus momentos favoritos do episódio foram a conversa de Wilson com Bradley, e as cenas ambientadas na Louisiana, dando a "Truth" um "B+". Matt Purslow do IGN deu ao episódio uma nota 7 de 10, acreditando que o foco no personagem pesou o episódio. Apesar de "Truth" "apresentar alguns dos momentos mais impactantes da série até agora, e moldar ainda mais seus personagens de maneiras admiráveis", Purslow sentiu no geral o episódio "serpentear, atrasar ameaças iminentes e entregar conclusões desanimadoras". Um dos pontos altos para Purslow foi a conversa de Wilson com Bradley, que foi “um momento marcante” para o MCU, com a cena executada com “profunda gravidade” pelos atores.
A participação de Louis-Dreyfus também foi discutida. Sepinwall chamou de "surpreendente e delicioso" vê-la aparecer, com uma performance que foi "cáustica, suave e engraçada". Robinson acreditava que o personagem tinha "muito potencial" para o MCU e sentiu que Louis-Dreyfus era "a escolha ideal" para ser um dos próximos vilões mais arqueados do MCU. Agard concordou com Robinson, acreditando que a escalação de Louis-Dreyfus para o papel significava que o MCU tinha "grandes planos para ela". No entanto, Purslow não acha que a participação especial causou qualquer impacto, uma vez que não havia nenhum histórico de quem era de Fontaine ou qualquer ameaça que ela pudesse representar.

### Impacto comercial
Após o lançamento do episódio, as vendas de Strange Tales #159, que foi a primeira aparição de Fontaine no artigo "Nick Fury, Agent of SHIELD", viram seu valor aumentar no eBay, particularmente aqueles com notas altas da Certified Guaranty Company denotando boas condições.

### Prêmios e Indicações
Para o 73º Primetime Creative Arts Emmy Awards, John Nania, Aaron Toney e Justin Eaton foram nomeados para Melhor Performance de Dublê por seu trabalho no episódio.